# Scaphoxium intermedium
Espèce
Scaphoxium intermedium est une espèce de coléoptères de la famille des Staphylinidae et de la sous-famille des Scaphidiinae.

## Répartition et habitat
Cette espèce est décrite du Meghalaya et du Bengale-Occidental, dans le nord-est de l'Inde.